# Kremene, Smolean
Kremene (în bulgară Кремене) este un sat în comuna Smolean, regiunea Smolean,  Bulgaria. 

## Demografie
Componența etnică a satului Kremene
     Bulgari (100%)
     Nicio identificare (0%)
     Altele (0%)
La recensământul din 2011, populația satului Kremene era de 4 locuitori. Din punct de vedere etnic, toți locuitorii erau bulgari.